# Poyntonophrynus kavangensis
Espèce
Synonymes
- Bufo kavangensis Poynton & Broadley, 1988

Statut de conservation UICN

 LC  : Préoccupation mineure
Poyntonophrynus kavangensis est une espèce d'amphibiens de la famille des Bufonidae.

## Répartition
Cette espèce se rencontre :
- dans le nord-ouest du Zimbabwe ;
- dans le nord du Botswana ;
- dans le nord de la Namibie ;
- dans le sud-ouest de l'Angola.

Sa présence est incertaine dans le sud de la Zambie.

## Description
Les mâles mesurent jusqu'à 30 mm et les femelles jusqu'à 33 mm.

## Étymologie
Son nom d'espèce, composé de [o]kavang[o] et du suffixe latin -ensis, « qui vit dans, qui habite », lui a été donné en référence au lieu de sa découverte, delta de l'Okavango.

## Publication originale
- Poynton & Broadley, 1988 : Amphibia Zambesiaca, 4. Bufonidae.  Annals of the Natal Museum, vol. 29, no 2, p. 447–490 (texte intégral).